# Helion Póvoa Filho
Helion Póvoa Filho (Rio de Janeiro, 6 de julho de 1929 – Rio de Janeiro, 10 de agosto de 2014) foi um médico brasileiro.
Foi eleito membro da Academia Nacional de Medicina em 1982, ocupando a Cadeira 100, que tem Ezequiel Corrêa dos Santos como patrono.
Graduou-se em Medicina em 1953, pela Universidade do Brasil, atual Universidade Federal do Rio de Janeiro (UFRJ).
Foi Professor Titular de Patologia Clínica na Universidade Federal do Estado do Rio de Janeiro (UniRio) e na PUC-RJ; Professor Titular de Bioquímica da Universidade Gama Filho (RJ) e de Patologia Geral no Centro Universitário Serra dos Órgãos (Unifeso), em Teresópolis (RJ); Pesquisador Titular da Fundação Oswaldo Cruz (RJ); Professor Visitante de Nutrição da Escola de Saúde Pública da Universidade de Harvard, em Boston (EUA); Livre Docente de Bioquímica Clínica na Universidade do Estado do Rio de Janeiro (UERJ) e de Patologia Clínica na UFRJ.
Autor de cerca de 400 trabalhos de pesquisa, sendo que 80 publicados em periódicos internacionais. Também escreveu sete livros, três técnicos e quatro voltados para o público leigo.
Associado atuante da Sociedade Brasileira para o Progresso da Ciência, apresentou palestras e participou de mesas redondas que deram grande impulso às atividades científicas da Sociedade nas décadas de 1950 e 1960. Em 1966, integrou a comissão encarregada de elaborar a concessão de Título de Especialista em Patologia Clínica.
Em 1958, mesmo ano em que fundou o Laboratório Helion Póvoa, casou-se com a advogada Maria Lucia Galloti, com quem teve três filhos. Nunca realizou o desejo de escrever um trabalho em colaboração com o pai, conforme era desejo de ambos, em razão do falecimento deste em 09 de abril de 1944.
Foi pioneiro na medicina laboratorial, com a introdução de novos métodos e dosagens, como as de colesterol HDL, hemoglobina glicada, radicais livres, radioimunoensaio e marcadores bioquímicos do sêmen, entre outros.
Em agosto de 2013, o médico recebeu da Câmara Municipal do Rio de Janeiro a Medalha de Mérito Pedro Ernesto, principal comenda do município.
Na ocasião de sua candidatura a Membro Titular da Academia Nacional de Medicina, apresentou memória intitulada “Aspectos Bioquímicos do Sêmen Humano”.

Faleceu em 10 de agosto de 2014.